# Hexamethylwolfram
Hexamethylwolfram ist eine chemische Verbindung des Wolframs aus der Gruppe der Metallorganischen Verbindungen.

## Gewinnung und Darstellung
Hexamethylwolfram kann durch Reaktion von Wolfram(VI)-chlorid mit Trimethylaluminium gewonnen werden.
{\displaystyle \mathrm {WCl_{6}+6\ Al(CH_{3})_{3}\longrightarrow W(CH_{3})_{6}+6\ Al(CH_{3})_{2}Cl} }
Die Darstellung durch Reaktion von Wolfram(VI)-chlorid und Methyllithium ist möglich, jedoch wegen der schwer kontrollier- und reproduzierbaren Reaktionsbedingungen unbefriedigend.

## Eigenschaften
Hexamethylwolfram ist ein dunkelroter, sehr flüchtiger, kristalliner Feststoff, der sich bereits ab −40 °C langsam zu zersetzen beginnt, jedoch unterhalb dieser Temperatur längere Zeit aufbewahrt werden kann. Seine Lösungen können einige Tage bei −25 °C ohne merkliche Zersetzung überstehen und sind kurzzeitig sogar bei Raumtemperatur verwendbar.